# Schleusenwärterhaus Schleuse 72 (Nürnberg)

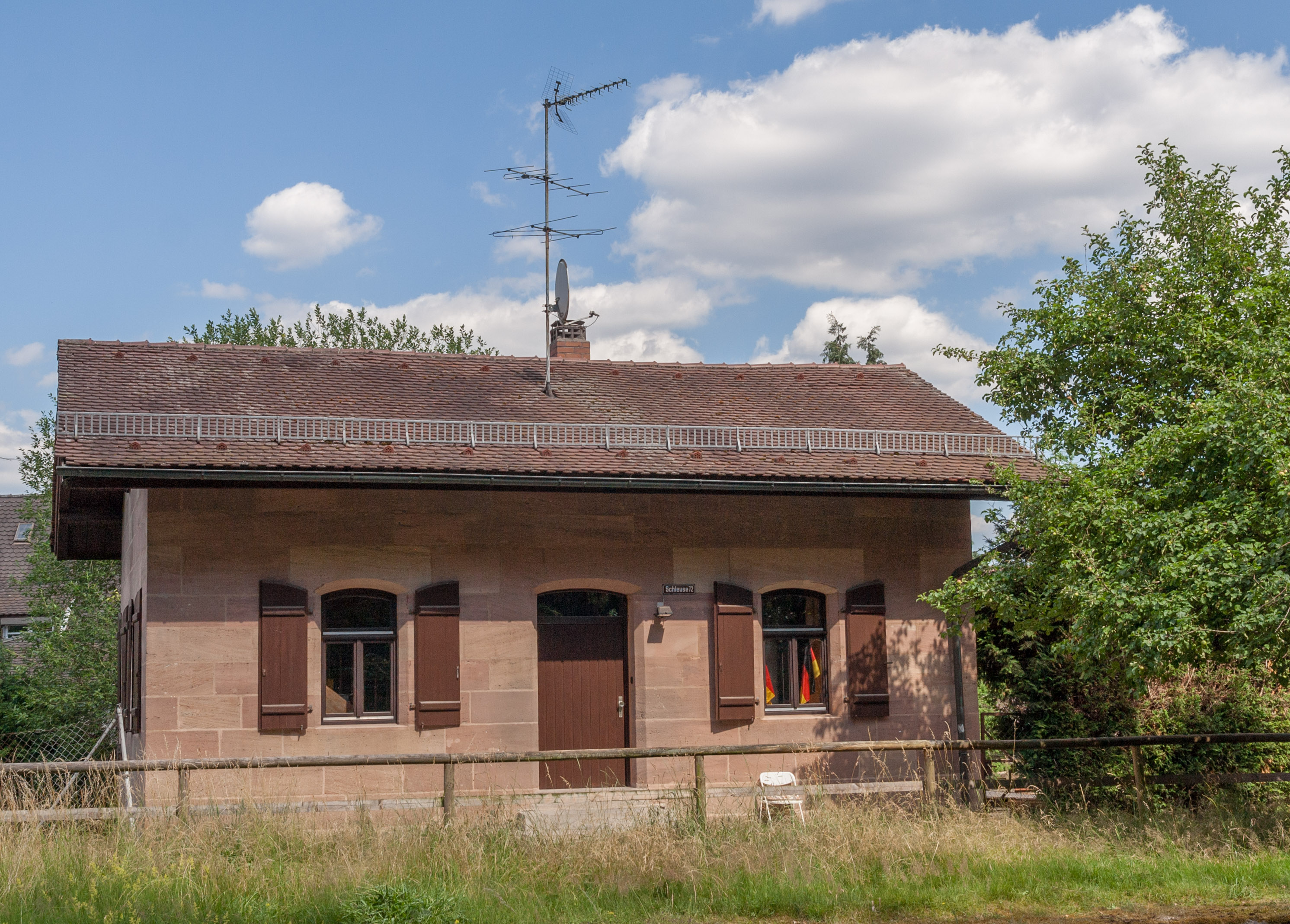
Schleusenwärterhaus Schleuse 72 in Nürnberg

Das Schleusenwärterhaus Schleuse 72 in der Gartenstadt von Nürnberg, einer mittelfränkischen Stadt in Bayern, wurde zwischen 1836 und 1845 errichtet. Das Schleusenwärterhaus ist ein geschütztes Baudenkmal.
Der eingeschossige Satteldach aus Rotsandsteinquadermauerwerk hat stichbogige Fenster und einen stichbogigen Eingang. Das Gebäude war Bestandteil des Ludwig-Donau-Main-Kanals. Insgesamt gab es 69 Schleusen- und Kanalwärterhäuser, die nach einem Musterplan gebaut worden waren. Nur noch wenige dieser Gebäude sind erhalten.

## Schleusenwärterhäuser am Ludwig-Donau-Main-Kanal
- Schleusenwärterhaus Mühlwörth 15 (Bamberg)
- Schleusenwärterhaus (Forchheim)
- Schleusenwärterhaus Schleuse 70 (Nürnberg)
- Schleusenwärterhaus (Pollanten)